# Nynke Faber
Nynke Faber (Leeuwarden, 2 januari 1982) is een Nederlandse actrice.
Nynke Faber gaf gestalte aan onder meer Sjoukje Janssen in de dramaserie Westenwind. Ze speelde deze rol van eind 2001 tot begin 2003. Na het afronden van Westenwind ging Faber naar de Toneelschool van Amsterdam.  Hierna speelde ze gastrollen in onder andere Bloedverwanten, Baas Boppe Baas, IC, Van God Los, Overspel en Flikken Maastricht. In 2014 was zij te zien in de speelfilm Capsule onder regie van Djie Han Thung en in de speelfilm Stuk! onder regie van Steven de Jong.
Faber is actief als kerndocent Casting aan de opleiding Filmacteur van het Mediacollege Amsterdam. Ze werkt samen met Jeugtheaterschool Mamagaai en spreekt met regelmaat commercials in voor radio en televisie.
Op de set van Westenwind ontmoette Nynke Faber haar echtgenoot, met wie ze in 2004 trouwde. Ze hebben drie kinderen.

## Filmografie
- Babylon - Wopkje (1998)
- Kees & Co - Loes (Afl. Van het kastje naar de muur, 1999)
- Westenwind - Sjoukje Janssen (31 afleveringen, 2001-2003)
- IC - Maartje (afl. Rode baron, 2006)
- Bloedverwanten - Secretaresse Winter Flowers (afl. Zwarte Tijden, 2010)
- Van God Los - Deurwaarder (afl. Kaartenhuis, 2011)
- Overspel - Beveiligster (afl. Morgen en Foute Boel, 2011)
- Stuk! - Kassière drogisterij (2014)